# Bataille des Mathes
Guerre de Vendée de 1815
Batailles
- Les Échaubrognes
- L'Aiguillon
- Aizenay
- Sainte-Anne-d'Auray
- Cossé
- Saint-Gilles-sur-Vie
- Redon
- Les Mathes
- Muzillac
- Rocheservière
- Thouars
- Auray
- Châteauneuf-du-Faou
- Guérande
- Fort la Latte

La bataille des Mathes se déroule le 5 juin 1815 lors de la guerre de Vendée de 1815.

## La bataille

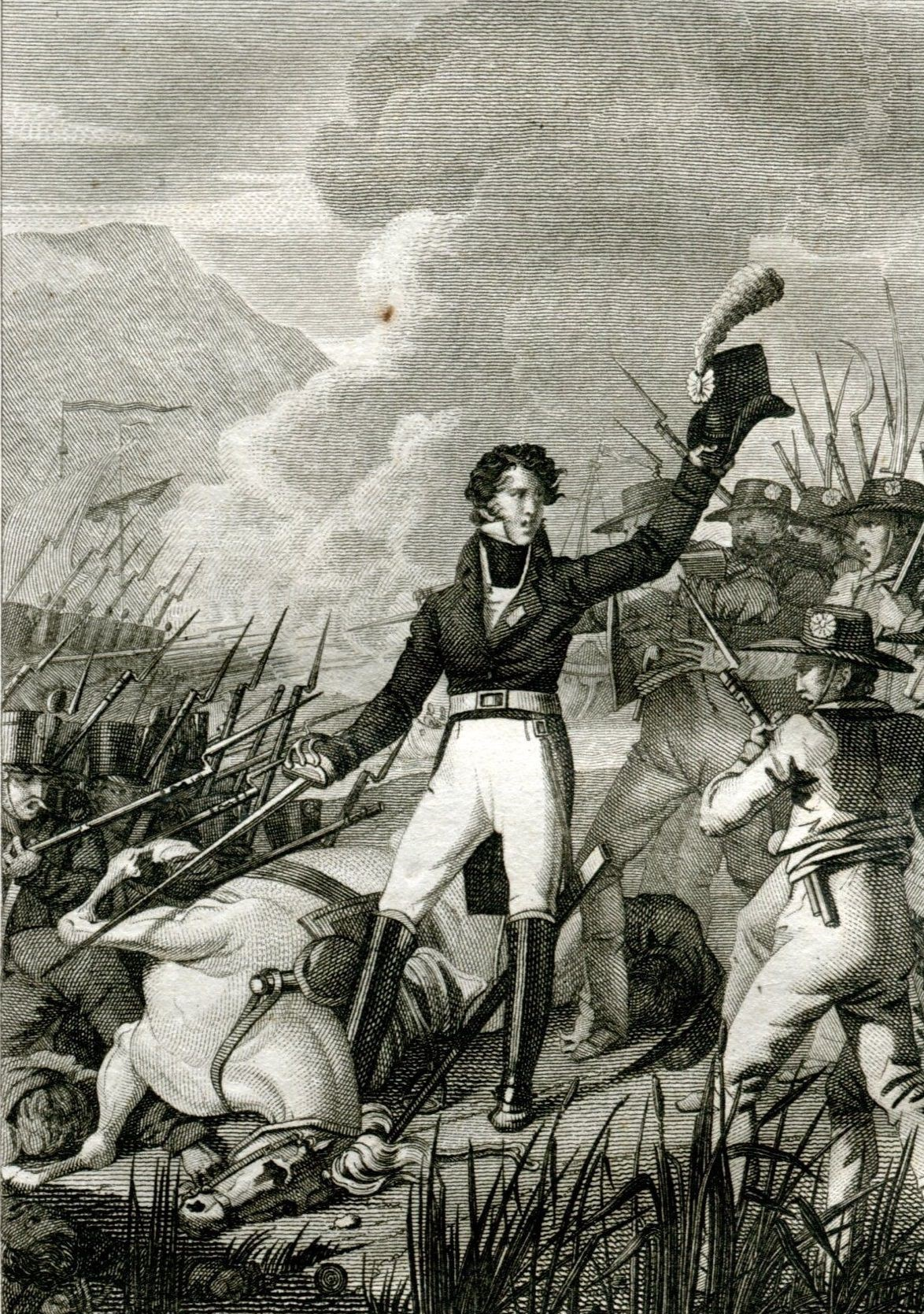
Si j'avance, suivez-moi ; si je recule, tuez-moi ; si je meurs, vengez-moi !, dessin de Charles-Abraham Chasselat et gravure d'Auguste II Blanchard, 1816.

Le 4 juin 1815, Louis de La Rochejaquelein apprit que les troupes impériales commandées par le général Étienne Estève suivi de Jean-Pierre Travot marchaient sur lui. La Rochejaquelein décida donc de se replier dans les marais, terrain à l'avantage des Vendéens, et gagna la ferme des Mathes, située dans la commune de Saint-Hilaire-de-Riez.
Le 5 juin, les troupes du général Estève entrèrent en contact avec les forces vendéennes. Cependant, Estève, repoussé trois fois et constatant le désavantage du terrain, donna l'ordre à ses hommes de se replier. Les Vendéens se lancèrent à leur poursuite, mais une fois arrivés en dehors des marais, les Impériaux prirent l'avantage, repoussèrent trois attaques vendéennes puis lancèrent une contre-charge qui mit en fuite les Vendéens malgré les tentatives de Louis de La Rochejaquelein pour rallier ses hommes. Mais à ce moment-là, des habitants du marais arrivèrent en renfort. Louis de La Rochejaquelein monta alors sur un tertre afin de juger la situation, mais ainsi à découvert, il fut repéré par des soldats impériaux. Ceux-ci ouvrirent le feu sur le général en chef, qui s'effondra. Les Vendéens se replièrent en bon ordre, neuf d'entre eux étaient morts et plusieurs autres blessés, dont Auguste de La Rochejaquelein, touché d'une balle au jarret. Les Vendéens ne s'aperçurent d'abord pas de l'absence de leur général. Ils n'apprirent sa mort que le 15 juin, ce qui porta un rude coup à leur moral.

## Pertes

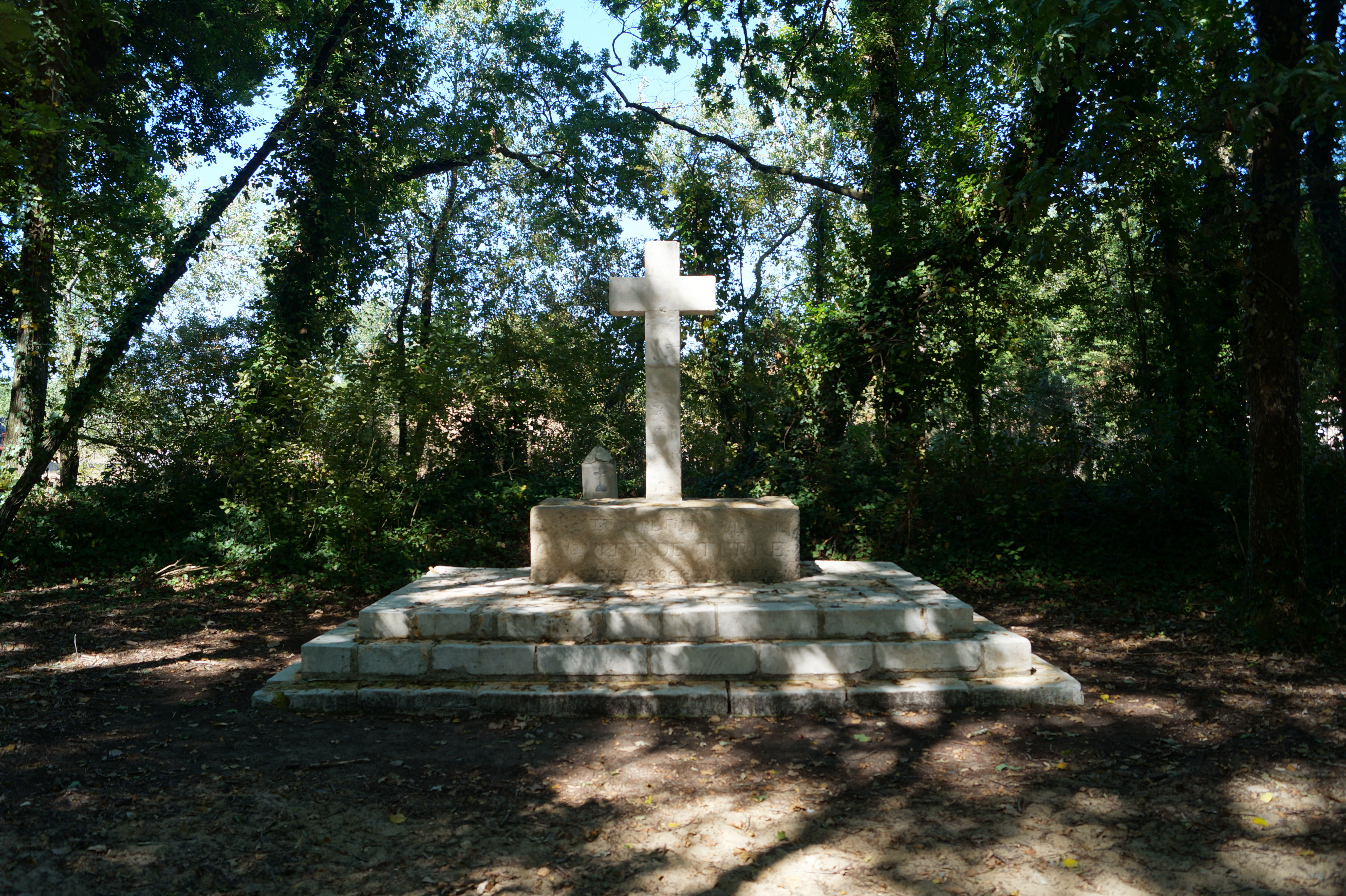
Vue en 2016 de la stèle des Mathes, à Saint-Hilaire-de-Riez.

Les Vendéens déclarèrent avoir perdu 9 hommes. Selon Simon Canuel, les pertes des Impériaux furent de 480 hommes tués ou blessés, ce que Gabory juge invraisemblable.
Dans une lettre au maréchal Davout, le général Lamarque écrivit que les pertes des troupes impériales s'élevaient à 15 morts et 58 blessés. Les Impériaux estimèrent les pertes vendéennes à environ 200 morts et 300 blessés.
Dressé après la fin de la guerre en vue du versement d'aides aux familles des victimes, l'état des pertes du 4e corps — celui commandé par Auguste de La Rochejaquelein — fait état de 21 soldats vendéens tués lors du combat des Mathes.